# 佛羅里達州學院和大學列表
以下是佛羅里達州目前运营的公立和私立高等教育机构列表。
 公立 
- 佛羅里達農工大學（Florida Agricultural and Mechanical University）
- 佛羅里達大西洋大學（Florida Atlantic University）
- 佛羅里達國際大學（Florida International University）
- 佛羅里達州立大學(Florida State University）
- 中佛羅里達大學（University of Central Florida）
- 佛羅里達大學（lang|en|University of Florida）
- 北佛羅里達大學（University of North Florida）
- 南佛羅里達大學（University of South Florida）
- 西佛羅里達大學（University of West Florida）

 私立 
- 復臨健康大學 (AdventHealth University）
- 安柏瑞德航空大學（Embry-Riddle Aeronautical University）
- 佛羅里達理工學院（Florida Institute of Technology）
- 佛羅里達南方大學（Florida Southern College）
- 傑克遜維爾大學(Jacksonville University）
- 諾瓦東南大學（Nova Southeastern University）
- 洛林斯學院（Rollins College）
- 西勒大學（Schiller International University）
- 史丹森大學（Stetson University）
- 邁阿密大學（University of Miami）
- 坦帕大學（University of Tampa）